# Werewolf: The Last Warrior
Werewolf: The Last Warrior (超人狼戦記WARWOLF（ウォーウルフ?, Chō Jinrō Senki Wōurufu) è un videogioco sviluppato nel 1990 da SAS Sakata assieme a Data East e distribuito da quest'ultima.
Il videogioco ha come protagonista un licantropo. I personaggi sono ispirati agli X-Men, sebbene alcuni nemici siano ripresi da altri giochi della Data East, tra cui Karnov e Atomic Runner Chelnov.